# Campionati europei di ciclismo su pista 2020 - 500 metri a cronometro
La 500 metri a cronometro ai Campionati europei di ciclismo su pista 2020 si è svolta il 15 novembre 2020 presso il velodromo Kolodruma di Plovdiv, in Bulgaria.

## Podio
| Pos.    | Atleta             | Nazionalità |
| ------- | ------------------ | ----------- |
| Oro     | Dar'ja Šmelëva     | Russia      |
| Argento | Anastasija Vojnova | Russia      |
| Bronzo  | Miriam Vece        | Italia      |

## Risultati

### Finale
| Posizione | Atleta               | Nazione   | Tempo  | Gap    |
| --------- | -------------------- | --------- | ------ | ------ |
| 1         | Dar'ja Šmelëva       | Russia    | 32.720 |        |
| 2         | Anastasija Vojnova   | Russia    | 33.719 | +0.999 |
| 3         | Miriam Vece          | Italia    | 33.769 | +1.049 |
| 4         | Olena Starikova      | Ucraina   | 34.019 | +1.299 |
| 5         | Helena Casas         | Spagna    | 34.826 | +2.106 |
| 6         | Sara Kankovska       | Rep. Ceca | 34.967 | +2.247 |
| 7         | Veronika Jabornikova | Rep. Ceca | 35.772 | +3.052 |
| 8         | Oleksandra Lohviniuk | Ucraina   | 36.160 | +3.440 |